# خانه کوچک
خانه کوچک مربوط به دوره قاجار است و در میبد، محله کوچک، نارین قلعه، پشت خندق واقع شده و این اثر در تاریخ ۱۶ شهریور ۱۳۸۳ با شمارهٔ ثبت ۱۱۱۱۴ به‌عنوان یکی از آثار ملی ایران به ثبت رسیده است.